# فلورنسا سالي هورنر
فلورنسا سالي هورنر (بالإنجليزية: Florence Sally Horner) هي عارضة فنية ‏ أمريكية، ولدت في 16 أبريل 1937 في كامدن في الولايات المتحدة، وتوفيت في 18 أغسطس 1952 في نيوجيرسي في الولايات المتحدة بسبب حادث مرور.